# Pilar de Zubiaurre
Maria del Pilar de Zubiaurre Aguirrezábal (Garai, País Basc, 24 de juliol de 1884 - Ciutat de Mèxic, 24 de juny de 1970), coneguda com a Pilar de Zubiaurre, va ser una intel·lectual, escriptora, pianista i marxant d'art que va viure durant més de trenta anys exiliada a Mèxic com a conseqüència de la Guerra Civil Espanyola. Pertanyia a una família acomodada; el seu pare, Valentín María de Zubiaurre, era mestre de la Capella del Palau Reial, mentre que els seus germans, els pintors Valentín i Ramón de Zubiaurre, van ser famosos artistes els quadres dels quals es van exhibir en exposicions de tot el món.
Pilar de Zubiaurre es va casar l'any 1922 amb Ricardo Gutiérrez Abascal, crític d'art conegut amb el pseudònim de Juan de la Encina.

## Activitat intel·lectual i vital
Zubiaurre va participar activament en la cultura del seu temps, la qual cosa ha portat a Iker González-Allèn, editor de les seves obres, a denominar-la "dona del 98" i "dona moderna". Va ser una de les impulsores de la revista Hermes: Revista del País Vasco (1917-1922). En la dècada de 1910 organitzava reunions intel·lectuals a l'estudi de pintura dels seus germans a Madrid, reunions conegudes com "els Dissabtes dels Zubiaurre". A aquestes tertúlies acudien els intel·lectuals i artistes més destacats del seu temps, des de Manuel de Falla, fins a José Ortega y Gasset, Diego Rivera i Juan Ramón Jiménez.
Va pertànyer a la Asociación de Artistas Vascos, en tant que el seu nom consta entre els artistas participants de l'exposició que aquesta entitat va fer a les Galeries Laietanes de Barcelona entre desembre de 1916 i gener de 1917.
L'any 2019 va ser la persona encarregada de demanar a artistes i literats espanyols obres per a la tombola artística de la Exposición de los Ciegos, en la qual s'exposaven treballs fets per persones cegues. Els diners recollits es destinaven a millorar la condició de vida d'aquest col·lectiu.
Va donar a conèixer la pintura dels seus germans i va actuar com la seva marxant d'art, organitzant-los exposicions i venent els seus quadres. Més endavant, Zubiaurre va ser una de les co-fundadores del Lyceum Club Femení, on va dirigir la Secció de Literatura des de 1928 a 1932 i s'encarregava d'organitzar xerrades. Allà va intimar amb escriptores com Ernestina de Champourcin i Concha Méndez. També era amiga de Federico García Lorca, qui li va dedicar el poema titulat Tres ciudades.
Durant la Guerra Civil Espanyola, Zubiaurre i el seu espòs van seguir al Govern Republicà a València, on es van allotjar a la Casa de la Cultura. Juan de la Encina va ser convidat per Lázaro Cárdenas a formar part de la Casa d'Espanya a Mèxic, per la qual cosa ell, Zubiaurre i el seu únic fill, Leopoldo, es van exiliar a França i d'allà van sortir el 1938 cap a Mèxic, aturant-se prèviament a Nova York, on es van reunir amb Zenobia Camprubí i Juan Ramón Jiménez. Zubiaurre va tornar a Espanya per primera vegada el 1951 i posteriorment va tornar-hi de nou el 1955 amb el seu espòs. A partir de 1964 va viatjar tots els anys a Espanya, fins que finalment va morir el 24 de juny de 1970 a Mèxic. Les seves restes van ser traslladades a Garai.

## Obres
Zubiaurre va publicar articles en periòdics i revistes. El 1909 va publicar sota el pseudònim de "Hulda de Garay" diversos articles en el diari nacionalista Bizkaitarra, amb el títol de El arte como educativo social, en els quals assenyalava la necessitat de l'impuls de les arts al País Basc. Posteriorment, a l'exili, amb el pseudònim de "Landabarrenako Damia" ("La Senyora de Landabarrena", en tant que Landabarrena era el nom del caseriu familiar de Garai), va publicar diversos articles a Euzko Deya: La voz de los vascos en México des de 1944 fins a 1958. Amb el títol Evocación, recordava el paisatge, els costums i les persones del País Basc. Així mateix, va escriure uns diaris des de 1913 fins a 1943, en els quals mostrava la seva activa vida cultural, el seu entusiasme per la Segona República, el seu suport als republicans i nacionalistes bascos durant la Guerra Civil Espanyola i el dolor de l'exili. Tant els articles com els diaris van ser editats per Iker González-Allèn en el llibre titulat Evocaciones: Artículos y diario (1909-1958).
Zubiaurre també va mantenir una àmplia correspondència epistolar durant tota la seva vida, conservada principalment a l'Arxiu del Museu de Belles arts de Bilbao. Aquesta correspondència s'ha editat en el Epistolario de Pilar de Zubiaurre (1906-1970) (Tamesis, 2014), en el qual es recullen 188 cartes inèdites que va rebre d'escriptors i artistes com Azorín, Gabriel Miró, José de Togores i Concha Méndez. Les cartes de les dècades 1910-30 mostren la seva activa vida cultural organitzant reunions i participant en els cercles artístics de l'època. En les cartes escrites durant la Guerra Civil s'aprecien els esforços propagandístics dels intel·lectuals, així com la fam, els bombardejos i les dificultats de la vida quotidiana. Durant l'exili va conrear una llarga correspondència epistolar amb altres dones intel·lectuals com Zenobia Camprubí i María Martos de Baeza, mantenint viva la memòria de l'Espanya republicana.